# Киндербојерн
Киндербојерн (њем. Kinderbeuern) општина је у њемачкој савезној држави Рајна-Палатинат. Једно је од 107 општинских средишта округа Бернкастел-Витлих. Према процјени из 2010. у општини је живјело 1.070 становника. Посједује регионалну шифру (AGS) 7231067.

## Географски и демографски подаци
Киндербојерн се налази у савезној држави Рајна-Палатинат у округу Бернкастел-Витлих. Општина се налази на надморској висини од 168 метара. Површина општине износи 5,6 km². У самом мјесту је, према процјени из 2010. године, живјело 1.070 становника. Просјечна густина становништва износи 192 становника/km².